# غراهام وليامز (لاعب دوري الرغبي)
غراهام وليامز (بالإنجليزية: Graham Williams)‏ هو لاعب دوري الرغبي أسترالي، ولد في 28 يوليو 1944 في Swinton, Greater Manchester ‏ في المملكة المتحدة، وتوفي في 1 يوليو 1994 في سيدني في أستراليا بسبب حادث مرور.